# ترعة (مصطلح)

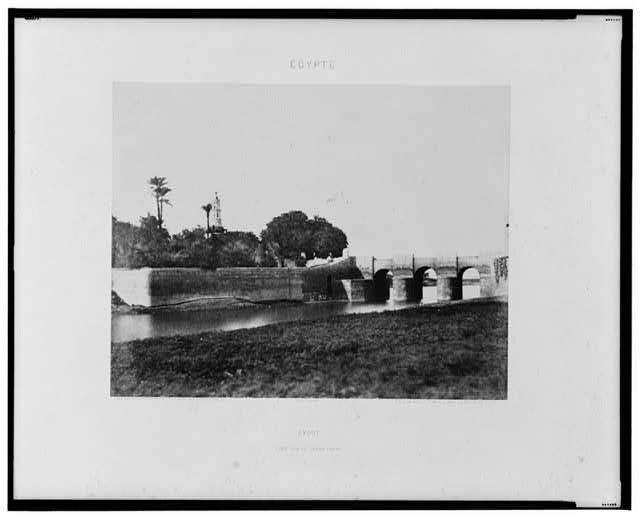
صورة ترجع إلى عام 1851 وتمثل القنطرة التي تبدأ عندها الترعة الإبراهيمية بمدينة أسيوط. من تصوير المصور الفرنسي فيلكس تينار (1817 ـ 1892)

الترعة وجمعها الترع هو مصطلح مصري، عبارة عن مجموعة من القنوات المائية التي تشق في الأرض الزراعية بهدف نقل المياه من النهر الي الحقول، وهذا النقل لا يتم بطريقة مباشرة وانما ياخذ شكل التدرج الهرمي، بحيث تتخذ نمطاً شجرياً متشابكاً يتشابه مع الشبكات النهرية ولكن بشكل عكسي، حيث نجد ان المياه تنتقل من الترع الرئيسسية الكبري الي الترع الفرعية الصغيرة حتي تصل في النهاية الي النباتات في الحقول

## أنواع الترع

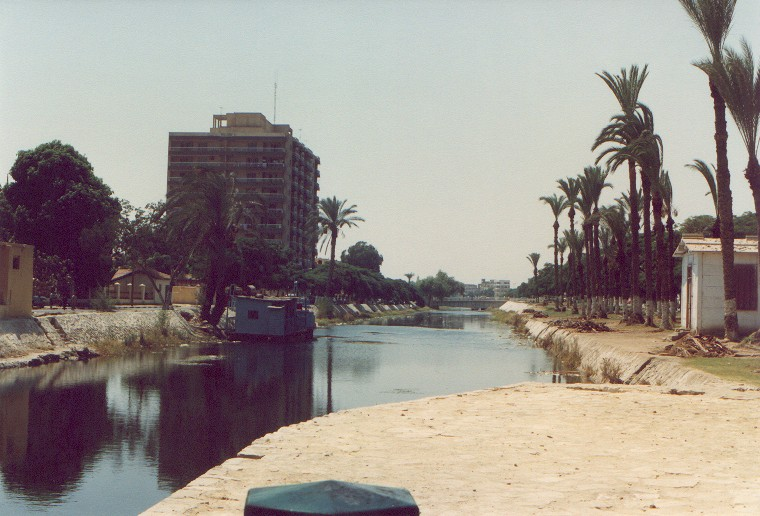

### ترع الدرجة الاولي
وتتمثل في الترع الكبيرة من حيث الحجم وكمية المياه وهي الترعة التي تأخذ المياه من النهر بشكل مباشر بواسطة منافذ توجد امام القناطر ثم تغذي الترع الاصغر بها، ويحظر الري من هذه الترع بشكل مباشر.

### ترع الدرجة الثانية
وتستمد مياهها من ترع الدرجة الاولي ولكن تكون اصغر في حجمها وكمية مياهها وتكون أكثر في العدد من الترع الدرجة الاولي

### ترع الدرجة الثالثة
وتسمي بترع التوزيع فهي التي توزع المياه على الحقول وعددها أكبر بضعفين ونصف من ترع الدرجة الاولي وتتولي الدولة تشغيلها وغلقها وصيانتها

### ترع الدرجة الرابعة
وتسمي بالمساقي وهي صغيرة جدا في مساحتها وكمية مياهها وتكون داخل الحقل نفسه ومن ثم فان حفرها وصيانتها تكون علي عاتق صاحب الحقل فقط

## اهميتها

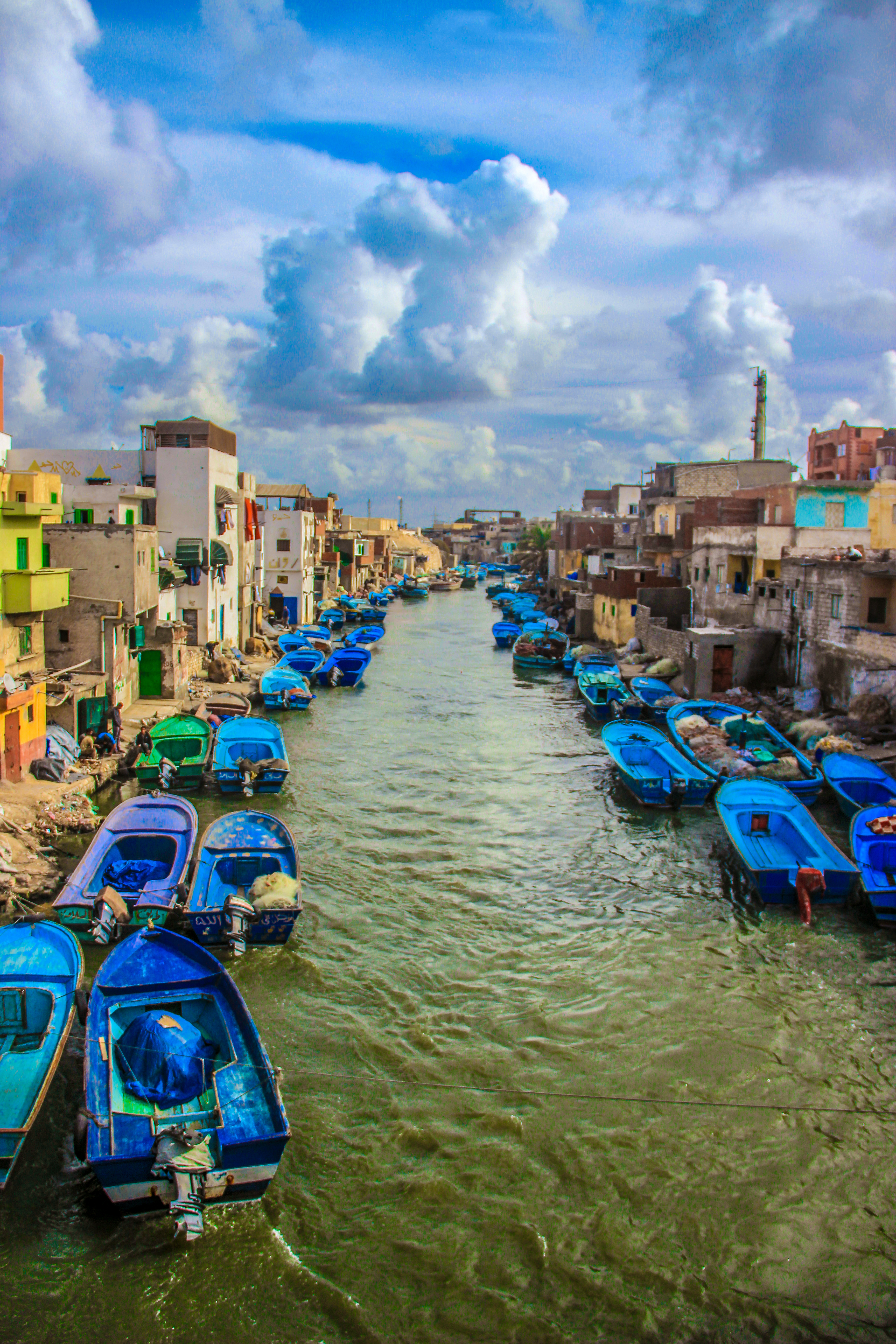
مصب الرياح البحيري في البحر الأبيض المتوسط بالإسكندرية

الترع هي أحد الانسجة الرئيسية في عملية الري والإنتاج الزراعي في معظم دول العالم وكلما ارتفعت كفاءة هذه الانظمة كلما اعطت نتائج أفضل